# Avatha tepescens
Avatha tepescens là một loài bướm đêm thuộc họ Erebidae. Nó được tìm thấy ở Sundaland.

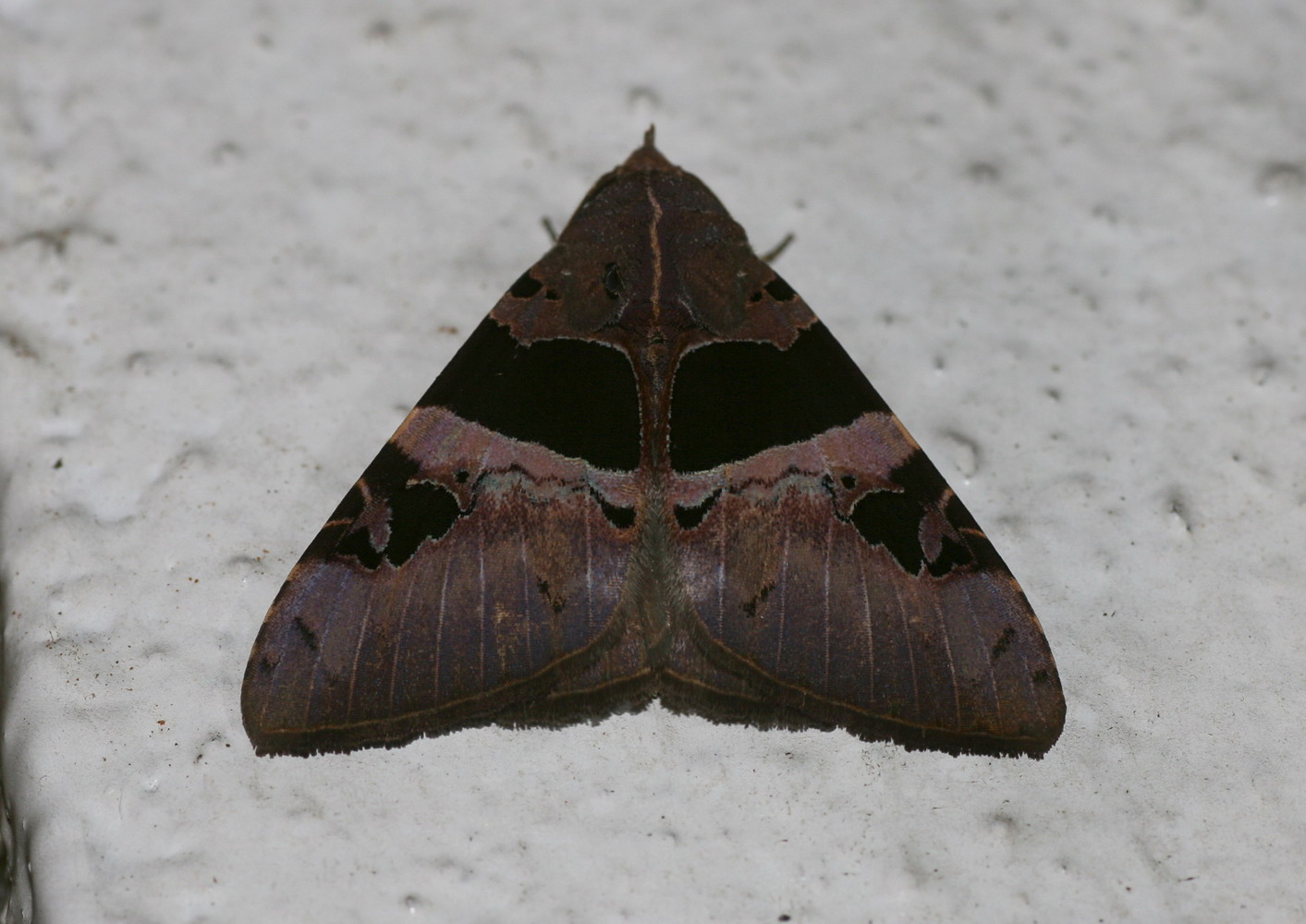